# Vasileios Reppas
Vasileios Reppas (em grego:  Βασίλειος Ρέππας; nascido em 4 de novembro de 1888) é um ciclista amador grego. Ele competiu nos Jogos Olímpicos de Verão de 2008, em Pequim.